# Хамирпур (город, Уттар-Прадеш)
Хамирпур (англ. Hamirpur, хинди हमीरपुर) — город на юге центральной части штата Уттар-Прадеш, Индия. Административный центр округа Хамирпур.

## География
Абсолютная высота — 79 метров над уровнем моря.

## Население
По данным на 2013 год численность населения составляет 37 179 человек. По данным переписи 2001 года мужчины составляли 54 % населения города; женщины — 46 %. Уровень грамотности составлял 91 %, что значительно выше, чем средние по стране показатели. Около 77 % населения исповедуют индуизм, 21 % — ислам, 1,4 % — джайнизм и 0,6 % — другие религии.
Динамика численности населения города по годам:
| 1991   | 2001   | 2013   |
| ------ | ------ | ------ |
| 26 835 | 32 046 | 37 179 |

## Транспорт
Через Хамирпур проходит национальное шоссе № 86. Город находится в 67 км от Канпура, 85 км от Орая, 85 км от Махобы и 95 км от Банды. Ближайшая железнодорожная станция находится примерно в 5 км от центра города, на территории округа Канпур.